# Robert von Planta
Robert von Planta (Alexandria, Egipte, 7 de març de 1864 - Coira, Grisons, 12 de desembre de 1937) fou un indoeuropeista i romanista originari de la Suïssa retoromànica.

## Vida i obra
Robert von Planta nasqué circumstancialment a Alexandria d'una família originària de Dusch bei Paspels (Domleschg), a la zona de parla sotaselvana; la seva mare era de família engadinesa. La família tornà aviat a Suïssa i Robert von Planta anà al Gymnasium (institut) de Basilea (1875-1882); després estudià filologia clàssica i llengües indoeuropees a Basilea, Múnic, Leipzig i Zurich. Va obtenir el títol de doctor a Zurich el 1890 sota la direcció de Heinrich Schweizer-Sidler. La seva tesi, Grammatik der oskisch-umbrischen Dialekte (1892) fou completada en els anys posteriors amb un segon volum de morfologia i sintaxi (1897). La seva posició econòmica li va permetre de viure com a investigador independent, al castell familiar de Fürstenau (Domleschg), tot i que li havia estat ofert de fer de professor a la universitat.
La segona part de la seva vida la va dedicar a l'estudi dels dialectes del romanx, la llengua de la seva regió d'origen. Va concebre la idea de fer un diccionari per al qual començà a treballar amb la redacció d'un qüestionari (1898). Així s'inicià el Dicziunari Rumantsch Grischun, fet amb altres col·laboradors com Florian Melcher (des de 1904) i Chasper Pult. Aquest diccionari, junt amb el Vocabolario della Svizzera italiana, el Glossaire des patois de la Suisse romande i el Schweizerisches Idiotikon, és un dels quatre diccionaris nacionals de Suïssa. El 1912, va concebre també el Rätisches Namenbuch (diccionari de noms de lloc i de persona), redactat junt amb el jove assistent Andrea Schorta. El primer volum va aparèixer el 1938, ja com a publicació pòstuma. El tercer volum, dedicat als antropònims, fou redactat per Konrad Huber.